# Vincenzo Pucitta
Vincenzo Pucitta, o Puccitta (Civitavecchia, 17 febbraio 1778 – Milano, 20 dicembre 1861), è stato un compositore italiano.
Fu inoltre uomo di teatro, pianista, maestro di bel canto, direttore d'orchestra ed editore del primo Ottocento.
Studiò al Conservatorio della Pietà dei Turchini di Napoli. La sua carriera teatrale non fu attiva solo in Italia, ma anche all'estero: Lisbona, Parigi, Amsterdam e Londra in cui fu direttore d'orchestra al King's Theatre in Haymarket dal 1809 al 1814.
Importante fu anche l'incontro con il soprano Angelica Catalani, il cui rapporto artistico sarà significativo per il musicista.

## Biografia

### La famiglia e la giovinezza
Vincenzo Pucitta nacque a Civitavecchia il 17 febbraio nel 1778. Figlio del patrizio Filippo Antonio Pucitta e Amalia Albert, Vincenzo proviene da un'antica famiglia nobile viterbese. La famiglia, infatti, si trovò a Civitavecchia nella metà del Seicento, in cui Francesco Pucitta, bisnonno di Vincenzo, visconte e magistrato comunale, diede un importante contributo al finanziamento del completamento e del restauro della chiesa più antica della città: Santa Maria dell'Orazione (conosciuta come Chiesa della Morte).
Vincenzo Pucitta trascorse la sua infanzia a Civitavecchia e qui iniziò a coltivare la passione per la musica. I primi approcci musicali li ebbe nella Società Filarmonica che dava la possibilità, alle famiglie borghesi, di poter impartire lezioni private di musica e di bel canto e organizzare spettacoli.
Studiò al Conservatorio della Pietà dei Turchini nella sua adolescenza, in cui tra i vari insegnamenti quelli fondamentali, per la sua musica e arte, furono di Fedele Fenaroli, per quanto riguarda l'accompagnamento, e di Nicola Sala, sul contrappunto.

### La carriera
Iniziò la sua carriera artistica a Senigallia nel 1799 e nel 1800 Pucitta ebbe il suo esordio al Teatro Ducale di Parma, con la sua farsa Le nozze senza sposa.  Tutto cambiò, il 16 giugno 1801, con l'opera Il fuoriuscito rappresentata nel Teatro alla Scala di Milano. Quest'opera è un dramma costituito di due atti. Raggiunse la popolarità e si fece strada nei vari teatri italiani e esteri. Nel 1802 a Venezia eseguì Werther e Carlotta. Tra il 1805 e 1808 lavorò nel teatro italiano di Amsterdam, insieme alla cantante Agnese Pucitta, sua moglie, la quale probabilmente spinse il musicista ad andare a Londra.
Proprio qui Vincenzo rafforza il suo legame artistico con la cantante Angelica Catalani, considerata una tra le voci più vigorose e potenti dell'Ottocento, e scrisse per lei delle opere di grande successo: La Vestale, Le tre sultane, Ginevra di Scozia, Boadicea. La Catalani amava eseguire il repertorio di Pucitta e rimase accanto al musicista fino a Parigi, dove il soprano prenderà posto nella direzione del Théâtre-Italien insieme al marito.
Le opere teatrali, precedentemente citate, furono rappresentate al King's Theatre in Haymarket di Londra e Pucitta ne divenne il compositore e il direttore d'orchestra gradualmente. Inizialmente, infatti, aveva altri colleghi che tentarono di prendere il posto. Pietro Carlo Guglielmi fu uno dei suoi rivali più acerrimi. Infatti, entrambi i musicisti misero in scena delle opere tratte dai lavori di Shakespeare: Pucitta con I villeggiatori bizzarri (tratto dalla La bisbetica domata)  e Guglielmi con Romeo e Giulietta. I villeggiatori fu un'opera di successo, nonostante l'assenza della cantante Catalani, a causa “delle sue pretese economiche”, così come La caccia di Enrico IV. La cantante fece ritorno nel cast del King's Theatre nel 1810, e il suo primo ruolo nel repertorio di Pucitta fu quello di Giulia in La vestale. Pucitta, a Londra, venne apprezzato per i suoi capolavori e per il suo talento:
“The music of the opera by Pucitta was beautiful, and might have almost told its story without the aid of language”.
Nel 9 giugno 1814 fu la volta dell'Aristodemo, un'opera seria tragica che fu ricordata principalmente per il momento storico in cui era stata rappresentata. Infatti ci ritroviamo verso la fine dell'Impero napoleonico, e ad assistere allo spettacolo vi furono importanti figure politiche: re Federico Guglielmo I di Prussia, lo zar Alessandro I I e dei reali inglesi tra cui i figli di Giorgio III.
In quest'opera si mantenne lo stile serio dall'aspetto tragico grazie a vocalità di Angelica Catalani e Pucitta fece leva sulla scura vocalità di Diomiro Tramezzani.
L'opera chiuse la carriera di Pucitta a Londra e seguì Angelica Catalani a Parigi dal 1815 al 1817, nel Théâtre-Italien, in cui nel 1817 rappresentò l'opera buffa La principessa di campagna. In seguito, il rapporto artistico con la cantante, che aveva portato Pucitta al successo in Europa, subì una rottura.
Nel 1818 a Parigi fu ripresa la Caccia di Enrico IV, in cui la protagonista era interpretata dalla cantante Elizabeth Ferron, che probabilmente era stata allieva di Pucitta, e insieme fecero una tournée in Austria e in Germania.
Nel 1820 a Milano rappresentò La principessa del villaggio e nel 1822 a Roma fu la prima esecuzione de La festa del villaggio. In entrambe le opere cantò la Ferron. Eseguì poi l'opera La fausse Agnès  a Parigi nel 1822: un misto di musiche di Domenico Cimarosa, Wolfgang Amadeus Mozart, Gioachino Rossini, Giacomo Meyerbeer e Pucitta. Infine venne rappresentata nel 1833 a Milano, nel Teatro Carcano, l'opera l'Adolfo e Chiara (La burla fortunata o i due prigionieri). Dopo si dedicò a un repertorio tutto diverso: passò dalle opere teatrali alla musica sacra a componendo le Mille Melodie consagrate a Maria Immacolata e nel 1850 i cantici popolari nella raccolta Mese di Maria. Queste furono stampate presso l'editoria Casa Ricordi.

### Pucitta editore
Vincenzo Pucitta, grazie alla capacità di essere imprenditore, fu gestore della sua editoria con cui poté pubblicare le sue opere frammentate in piccoli pezzi, nelle collane del Periodical e New periodical work. Questo dava la possibilità alle persone di poter cantare ed eseguire i pezzi a livello dilettantistico. Ci fu, inoltre, una collaborazione con l'editore Chappell.
Quando poi tornò in Italia nel 1825, pubblicò l'edizione musicale Opera pia per promuovere il canto spirituale nelle pie famiglie e case di educazione in Italia, che contiene pezzi sacri.

### La morte
Morì a Milano il 20 dicembre del 1861.

## Opere
- Bianca de' Rossi (1800, Firenze)
- L'amor platonico (1800, Lucca)
- Il fuoruscito (1801, Milano)
- Teresa e Wilk (1802, Venezia)
- Werter e Carlotta (1802, Venezia)
- Il puntiglio (Furberia e puntiglio) (1802, Milano)
- La perfidia scoperta (1803, Venezia)
- Zelinda e Lindoro (1803, Venezia)
- Lauretta (opera) (1803, Padova)
- La burla fortunata ossia I due prigionieri (1804, Venezia); Adolfo e Chiara (1812, Torino); Li due prigionieri ossia Adolfo e Clara (1814, Londra)
- Lo sposo di Lucca (1805, Venezia)
- Andromaca (1806)
- Il marchese d'un giorno ovvero Gli sposi felici (1808, Livorno)
- La caccia di Enrico IV (1809, Londra)
- La vestale (1810, Londra)
- Il trionfo di Rosselane ossia Le tre sultane (1811, Londra)
- Ginevra di Scozia (1812)
- Baodicea (1813)
- Il feudatario (1813, Trieste)
- Aristodemo (1814, Londra)
- L'orgoglio avvilito (1815, Parigi)
- La principessa in campagna o Il marchese nell'imbarazzo (La principessa bizzarra) (1817, Parigi)
- Il maestro di cappella (1818, Trieste)
- La festa del villaggio (1822, Roma)
- La Fausse Agnès (1824, Parigi)
- Le Mille Melodie consagrate a Maria Immacolata (maggio 1843-marzo 1847)[19]
- Raccolta Mese di Maria (1850)[19]